# Reprezentacja Rumunii w rugby 7 mężczyzn
Reprezentacja Rumunii w rugby 7 mężczyzn – zespół rugby 7, biorący udział w imieniu Rumunii w meczach i sportowych imprezach międzynarodowych, powoływany przez selekcjonera, w którym mogą występować wyłącznie zawodnicy posiadający obywatelstwo tego kraju, mieszkający w nim, bądź kwalifikujący się ze względu na pochodzenie rodziców lub dziadków. Za jego funkcjonowanie odpowiedzialny jest Federațiă Română de Rugby, członek Rugby Europe oraz World Rugby.

## Turnieje

### Udział wPucharze Świata
| Rok  | Wynik                      | Źródło |
| ---- | -------------------------- | ------ |
| 1993 | 17–24 (faza grupowa)       |        |
| 1997 | 13–16 (ćwierćfinały Plate) |        |
| 2001 | –                          |        |
| 2005 | –                          |        |
| 2009 | –                          |        |
| 2013 | –                          |        |
| 2018 | –                          |        |
| 2022 | –                          |        |

### Udział wmistrzostwach Europy
| Rok  | Wynik | Źródło |
| ---- | ----- | ------ |
| 2002 | –     |        |
| 2003 | 11.   |        |
| 2004 | 10.   |        |
| 2005 | 8.    |        |
| 2006 | 6.    |        |
| 2007 | 5.    |        |
| 2008 | 10.   |        |
| 2009 | 8.    |        |
| 2010 | 6.    |        |
| 2011 | 11.   |        |
| 2012 | –     |        |
| 2013 | 9.    |        |
| 2014 | 12.   |        |
| 2015 | 12.   |        |
| 2016 | –     |        |
| 2017 | –     |        |
| 2018 | –     |        |
| 2019 | 12.   |        |
| 2021 | –     |        |
| 2022 | –     |        |
| 2023 | 11.   |        |